# Più passa il tempo/Doccia fredda
.
Più passa il tempo/Doccia fredda è un singolo della cantante Gilda Giuliani pubblicato nel 1974 dalla casa discografica Ariston

## Descrizione
La cantante con il brano Più passa il tempo ha partecipato alla gara di Canzonissima 1974.

## Tracce
Lato A
- Più passa il tempo (Di Andrea Lo Vecchio e Shel Shapiro, orchestra di Shel Shapiro)
- Doccia fredda (Di Salvatore Stellita, orchestra di Piero Cassano)